# Мажилис Парламента Казахстана
Мажили́с Парла́мента Респу́блики Казахста́н (каз. Қазақстан Республикасы Парламенті Мәжілісі) — нижняя палата Парламента Республики Казахстан.

Здания парламента в Астане

## Устройство

### Состав и избрание
Мажилис состоит из 98 депутатов, избираемых по пропорциональной (партийные списки с 5-процентным заградительным барьером по общенациональному округу, 69 мест) и мажоритарной (одномандатные округа, 29 мест) избирательной системе.

### Депутаты мажилиса
Срок полномочий депутатов Мажилиса — пять лет. Очередные выборы депутатов Мажилиса проводятся не позднее чем за два месяца до окончания срока полномочий действующего созыва
Парламента.
Внеочередные выборы депутатов Мажилиса Парламента проводятся в течение двух месяцев со дня досрочного прекращения полномочий Мажилиса Парламента.
Депутатом Мажилиса может быть лицо, достигшее двадцати пяти лет, состоящее в гражданстве
Республики Казахстан и постоянно проживающее на её территории
последние десять лет.
Лишение депутата Мажилиса Парламента мандата может быть произведено при:
1. выходе или исключении депутата из политической партии, от которой в соответствии с конституционным законом он избран;
2. прекращении деятельности политической партии, от которой в соответствии с конституционным законом депутат избран.

### Полномочия мажилиса
К исключительному ведению Мажилиса согласно Конституции страны относится:
1. принятие к рассмотрению внесенных в Парламент проектов конституционных законов и рассмотрение этих проектов;
2. большинством голосов от общего числа депутатов палаты дача согласия Президенту Республики на назначение Премьер-Министра Республики;
3. объявление очередных выборов Президента Республики;
4. осуществление иных полномочий, возложенных Конституцией на Мажилис Парламента.

Мажилис большинством голосов от общего числа депутатов Мажилиса по инициативе не менее одной пятой от общего числа депутатов Мажилиса вправе выразить вотум недоверия Правительству.

### Комитеты Мажилиса
В составе Мажилиса действуют следующие комитеты: 
- Комитет по аграрным вопросам Мажилиса Парламента,
- Комитет по законодательству и судебно-правовой реформе,
- Комитет по международным делам, обороне и безопасности,
- Комитет по социально-культурному развитию,
- Комитет по вопросам экологии и природопользованию,
- Комитет по финансам и бюджету,
- Комитет по экономической реформе и региональному развитию[1].

## Состав созывов
Парламентские выборы в Казахстане (2007).   
| Партия                                    | Руководитель         | Кол-во депутатов | Доля голосов |
| ----------------------------------------- | -------------------- | ---------------- | ------------ |
| Народно-демократическая партия «Нур Отан» | Урал Мухамеджанов    | 98               | 88,41 %      |
| Беспартийные                              | Независимые депутаты | 9                |              |

Парламентские выборы в Казахстане (2012).   
| Партия                                      | Руководитель         | Кол-во депутатов | Доля голосов |
| ------------------------------------------- | -------------------- | ---------------- | ------------ |
| Народно-демократическая партия «Нур Отан»   | Нурлан Нигматулин    | 83               | 80,99%       |
| Демократическая партия Казахстана «Ак жол»  | Азат Перуашев        | 8                | 7,47 %       |
| Коммунистическая народная партия Казахстана | Владислав Косарев    | 7                | 7,19 %       |
| Беспартийные                                | Независимые депутаты | 9                |              |

Парламентские выборы в Казахстане (2016).   
| Партия                                               | Руководитель         | Количество голосов | %       | Кол-во депутатов | +/–            |
| ---------------------------------------------------- | -------------------- | ------------------ | ------- | ---------------- | -------------- |
| Народно-демократическая партия «Нур Отан»            | Нурлан Нигматулин    | 6,183,757          | 82,20 % | 84               | +1             |
| Демократическая партия Казахстана «Ак жол»           | Азат Перуашев        | 540,406            | 7,18 %  | 7                | -1             |
| Коммунистическая народная партия Казахстана          | Владислав Косарев    | 537,123            | 7,14 %  | 7                | 0              |
| Народно-демократическая патриотическая партия «Ауыл» | Али Бектаев          | 151,285            | 2.01 %  | 0                | 0              |
| Общенациональная социал-демократическая партия       | Жармахан Туякбай     | 88,813             | 1.18 %  | 0                | 0              |
| Политическая партия «Бирлик»                         | Серик Султангали     | 21,484             | 0.29 %  | 0                | не участвовала |
| Испорченные/пустые бланки                            | –                    | 43,282             | –       | –                | –              |
| Беспартийные                                         | Независимые депутаты | –                  | –       | 9                | 0              |
| Всего                                                | –                    | 7,566,150          | 100 %   | 107              | 0              |
| Зарегистрированные избиратели/явка                   | –                    | 9,810,852          | 77.12 % | –                | –              |
| Источник: CEC, CEC                                   |                      |                    |         |                  |                |

Примечание – 9 депутатов Мажилиса от Ассамблеи народа Казахстана.